# Naturschutzbund Deutschland
Naturschutzbund Deutschland e.V. (в переводе: «Союз охраны природы и биоразнообразия», также сокращенно называется NABU) — это немецкая природоохранная неправительственная организация. В частности NABU занимается охраной рек, лесов, и отдельных видов животных, таких как евразийский волк и зубр.
NABU — одна из крупнейших и наиболее известных природоохранных организаций Германии с более чем столетней историей. Поддерживает конкретные природоохранные проекты как в Германии, так и за её пределами (в том числе в России на Западном Кавказе). Занимается экологическими исследованиями, экологическим образованием, а также информирует СМИ и общество по важным вопросам в сфере экологии и охраны природы.
NABU официально признана правительством Германии ответственной за важные для общества вопросы экологии и охраны природы (Träger öffentlicher Belange). Это означает, что, по законам страны, с NABU необходимо консультироваться по экологическим вопросам.
На 2016 NABU располагала примерно 575 000 сторонников — как сотрудничающих с организацией специалистов по охране природы, так и граждан, поддерживающих ее пожертвованиями. В Германии у NABU организовано более чем 2000 местных отделений. Например, только в Гамбурге насчитывается более 22 тысяч членов организации
NABU — партнерская организация BirdLife International.

## История
Организация NABU была основана Линой Хенли в 1899 году в Штутгарте и первоначально называлась Bund für Vogelschutz (BfV).

## Современная деятельность
Среди прочего, NABU неоднократно подавала судебные иски, требуя запретить или приостановить строительство газопровода Северный поток — 2. Последний из исков был подан с требованием запрета строительства в интервале с января по июнь 2021 в акватории, отнесённой к орнитологическому заповеднику.